# Нерчинський хребет
Нерчинський хребет (рос. Нерчинский хребет) — гірський хребет у Забайкальському краї Росії, розташований на південно-сході Забайкалля, в лівобережжі Аргуні. Простягається від витоку річки Уров до кордону з Монголією .
Нерчинський хребет становить собою низькогір'я з пологими схилами і широкими сплощеними вершинами. Довжина хребта становить 240 км . Переважаючі висоти — 900—1200 м, максимальна досягає 1477 м (гора Кедровник) .
У північно-східній, піднятій частині хребет покритий модриновими лісами з гірськими лугами; в центральній переважають лісостепи ; в південно-західній, зниженій частині чергуються пижмові степи і березові ліси.
Хребет складений в основному породами пізньопалеозойського і мезозойського віку : гранітами, вугленосними алевролітами, а також пісковиками і конгломератами. Є родовища поліметалічних і уранових руд .

## Топографічні карти
- Аркуш карти M-50-XI Калга. Масштаб: 1 : 200 000. (рос.) Зазначити дату випуску/стану місцевості.
- Аркуш карти M-50-XVI Кличка. Масштаб: 1 : 200 000. (рос.) Зазначити дату випуску/стану місцевості.
- Аркуш карти M-50-XV Борзя. Масштаб: 1 : 200 000. (рос.) Зазначити дату випуску/стану місцевості.